# 安哥拉岔鰾石首魚
安哥拉岔鰾石首魚（学名：Miracorvina angolensis）為輻鰭魚綱鱸形目鱸亞目石首魚科的其中一種，其种加词“angolensis”意为“安哥拉的”。分布東大西洋區，從幾內亞灣至安哥拉海域，棲息深度50-300公尺，體長可達128公分，棲息在沙石底質的大陸棚，屬肉食性，以浮游性甲殼類、小魚等為食，可做為食用魚。